# Burcin
Burcin és un municipi francès situat al departament de la Isèra i a la regió d'Alvèrnia-Roine-Alps. L'any 2007 tenia 437 habitants.

## Demografia

### Població
El 2007 la població de fet de Burcin era de 437 persones. Hi havia 150 famílies de les quals 20 eren unipersonals (8 homes vivint sols i 12 dones vivint soles), 59 parelles sense fills, 67 parelles amb fills i 4 famílies monoparentals amb fills.
La població ha evolucionat segons el següent gràfic:
Habitants censats

### Habitatges
El 2007 hi havia 180 habitatges, 161 eren l'habitatge principal de la família, 11 eren segones residències i 8 estaven desocupats. 167 eren cases i 13 eren apartaments. Dels 161 habitatges principals, 137 estaven ocupats pels seus propietaris, 23 estaven llogats i ocupats pels llogaters i 1 estava cedit a títol gratuït; 1 tenia dues cambres, 20 en tenien tres, 32 en tenien quatre i 108 en tenien cinc o més. 145 habitatges disposaven pel capbaix d'una plaça de pàrquing. A 51 habitatges hi havia un automòbil i a 105 n'hi havia dos o més.

### Piràmide de població
La piràmide de població per edats i sexe el 2009 era:
| Homes | Edats   | Dones |
| ----- | ------- | ----- |
| 0     | 95 o +  | 0     |
| 0     | 90 a 94 | 0     |
| 4     | 85 a 89 | 16    |
| 4     | 80 a 84 | 4     |
| 0     | 75 a 79 | 0     |
| 4     | 70 a 74 | 8     |
| 12    | 65 a 69 | 4     |
| 8     | 60 a 64 | 20    |
| 24    | 55 a 59 | 20    |
| 20    | 50 a 54 | 24    |
| 8     | 45 a 49 | 8     |
| 4     | 40 a 44 | 12    |
| 8     | 35 a 39 | 8     |
| 12    | 30 a 34 | 20    |
| 12    | 25 a 29 | 4     |
| 12    | 20 a 24 | 8     |
| 4     | 15 a 19 | 20    |
| 20    | 10 a 14 | 20    |
| 12    | 5 a 9   | 8     |
| 16    | 0 a 4   | 0     |

## Economia
El 2007 la població en edat de treballar era de 270 persones, 204 eren actives i 66 eren inactives. De les 204 persones actives 192 estaven ocupades (102 homes i 90 dones) i 12 estaven aturades (3 homes i 9 dones). De les 66 persones inactives 32 estaven jubilades, 20 estaven estudiant i 14 estaven classificades com a «altres inactius».

### Ingressos
El 2009 a Burcin hi havia 162 unitats fiscals que integraven 456,5 persones, la mediana anual d'ingressos fiscals per persona era de 18.442 €.

### Activitats econòmiques
Dels 15 establiments que hi havia el 2007, 1 era d'una empresa de fabricació d'elements pel transport, 1 d'una empresa de fabricació d'altres productes industrials, 5 d'empreses de construcció, 1 d'una empresa d'hostatgeria i restauració, 1 d'una empresa immobiliària, 2 d'empreses de serveis, 2 d'entitats de l'administració pública i 2 d'empreses classificades com a «altres activitats de serveis».
Dels 6 establiments de servei als particulars que hi havia el 2009, 1 era un paleta, 2 lampisteries, 1 empresa de construcció, 1 restaurant i 1 tintoreria.
L'únic establiment comercial que hi havia el 2009 era una botiga d'equipament de la llar.
L'any 2000 a Burcin hi havia 13 explotacions agrícoles que ocupaven un total de 392 hectàrees.

## Equipaments sanitaris i escolars
El 2009 hi havia una escola elemental.

## Poblacions més properes
El següent diagrama mostra les poblacions més properes.